# Claude Mathieu (homme politique)
Claude Mathieu est un homme politique français né le 9 octobre 1738 à Oyé (Saône-et-Loire) et décédé le 20 décembre 1793 à Anlezy (Nièvre) à l’âge de 55 ans.

## Biographie
Vers 1773, il quitte sa région et s'installe dans le Nivernais comme fermier général à Anlézy. Il apporte avec lui tout un cheptel de bétail charolais et le mode d'exploitation par herbage. Il fut l'importateur de la race charolaise dans la Nièvre, le Bourbonnais et le Cher. En faisant fortune, il fit celle de son pays d'adoption.
Cultivateur à Anlezy, il devient juge de paix en 1790, puis administrateur du département (district de Decize) en juillet 1791 et député de la Nièvre du 7 septembre 1791 au 20 septembre 1792.